# Ernst Frederik 3. af Sachsen-Hildburghausen
Hertug Ernst Frederik 3. Carl af Sachsen-Hildburghausen (tysk: Ernst Friedrich III. Carl) (10. juni 1727 i Königsberg i Franken – 25. august 1780 på Seidingstadt Slot) var regerende hertug af det lille hertugdømme Sachsen-Hildburghausen i det centrale Tyskland fra 1745 til sin død i 1780.

## Ungdom og tidligt virke
Han blev født 10. juni 1727 som søn af hertug Ernst Frederik 2. af Sachsen-Hildburghausen og Caroline grevinde af Erbach-Fürstenau. Efter faderens død 1745 overtog han regeringen, men stod indtil 1748 under moderens formynderskab. Sammen med broderen Eugen tog han på den obligatoriske dannelsesrejse. Som 17-årig havde han allerede fået Hubertusordenen af kurfyrst Karl Theodor og fik 1746 Den Hvide Ørns Orden af kong August 3. af Polen.
Han gik for at være intelligent, kunst- og videnskabsinteresseret og en af tidens kønneste fyrster. Han grundlagde et bibliotek i byen, i 1748 købte han godset Hellingen, som han overlod som apanage til sin onkel, prins Ludvig Frederik.
1750 lod han det gamle Boldhus omdanne til hofteater, hvor der blev spillet teater uden entré. Operaerne opført på originalsprog (typisk italiensk) kunne dog ikke vække de lokale beboeres interesse, og hertugen måtte med forskellige trusler få bønderne og borgerne samlet i teateret, så han ikke sad alene i salen med sin hofstab.
I 1755 blev byggeriet af Waisenkirken, den nuværende Neustädter Kirche, sat i gang under ledelse af den tidligere brandenburgske hofbygmester Albrecht Friedrich von Kesslau. I samme år forsøgte hertug Ernst Frederik i en proces ved Reichsgericht mod Sachsen-Meiningen at få tilkendt det halve amt Schalkau. Sagen blev først afsluttet i 1789.
Man havde fundet sølvforekomster ved Brattendorf, og hertugen anvendte fra 1757 sølvet til møntfremstilling, men fik rigsfiskalen på nakken: Mønterne var af så ringe kvalitet, at de var sorte allerede ved udlevering og måtte omsmeltes. 1760 overlod han Mønten til sin broder Eugen og kastede sig i kælderen under Hildburghausen Slot over alkymien. Han søgte at finde "guldtinktur" og "De vises sten".

## Dansk intermezzo
Han blev gift første gang 1. oktober 1749 på Hirschholm Slot med Frederik 5.s søster Prinsesse Louise, der tidligere havde været genstand for adskillige politiske ægteskabsplaner. I anledning af brylluppet blev hertugen udnævnt til Ridder af Dannebrog, Ridder af l'union parfaite og Ridder af Elefanten og modtog som gave en ordenskæde til en værdi af 16.000 Rdl. Kort efter formælingen rejste han med sin gemalinde til Hildburghausen. Inspireret af den danske orden stiftede Ernst Frederik til ære for sin hustru "ordenen af den lykkelige forening" (L'ordre de l'heureuse Alliance), der dog ophørte ved hendes død. Prinsessen døde allerede 8. august 1756, og hertugen giftede sig allerede 5 måneder efter, 20. januar 1757, med Christiane Charlotte Sophie (f. 15. december 1733), datter af enkedronningens broder, markgrev Frederik Christian af Brandenburg-Kulmbach, og da hun døde 8. oktober 1757, giftede han sig for tredje gang 9 måneder efter, 1. juli 1758, med Ernestine Augusta Sophie af Sachsen-Weimar (5. januar 1740 – 10. juni 1786).
Han blev udnævnt til generalløjtnant og kommandant i København 22. februar 1758 med titel af guvernør, en post, som han beklædte til 1763, da han blev general af infanteriet. Af militære kommandoer ses han kun at have været chef for holstenske gevorbne Infanteriregiment fra 1759.

## Ekstrem ødselhed
Prinsen er dog mest kendt for sin ustyrlige ødselhed, der til sidst bragte hans land i en så stor gæld, at en kejserlig kommission nedsat af kejser Joseph 2. 1769 måtte overtage forvaltningen og forblev i virksomhed lige til det tyske riges opløsning. Her i landet, hvor han kun opholdt sig i ny og næ, var han ligeledes indviklet i forvirrede pekuniære forhold, der ofte var af meget smålig natur, og da han 3. juli 1765 fik afsked i nåde efter indstilling af General-Krigsdirektoriatet, fordi han fra sit ophold i udlandet aldrig lod høre fra sig, måtte hans efterfølger som regimentschef i en længere årrække afbetale hertugens gæld i København. Han døde 22. september 1780. Fra hans 3. ægteskab nedstammer det nuværende hus Sachsen-Altenburg.

## Familie og efterkommere
Hertugen var gift tre gange. 1. oktober 1749 ægtede han på Hirschholm Slot prinsesse Louise af Danmark (1726-1756), der var eneste datter af kong Christian 6. og hans gemalinde Sophie Magdalene af Brandenburg-Kulmbach, og som døde 1756 efter længere tids sygdom. Med hende fik han et datter, der kun levede ca. en måneds tid:
- Frederikke Sophie Juliane Karoline (5. december 1755 – 10. januar 1756)

I andet ægteskab ægtede han 20. januar 1757 på Christiansborg Slot Christiane Sophie Charlotte af Brandenburg-Kulmbach (1733-1757), datter af markgrev Frederik Christian af Brandenburg-Bayreuth fra Brandenburg-Bayreuth, der døde i barselsseng. Datteren døde også som spæd:
- Frederikke Sophie Marie Karoline (født og død 1757)

Han indgik sit tredje bryllup den 1. juli 1758 i Bayreuth med Ernestine Auguste Sophie af Sachsen-Weimar-Eisenach (1740-1786), datter af hertug Ernst August 1 af Sachsen-Weimar-Eisenach fra Sachsen-Weimar-Eisenach, med hvem han fik tre børn:
- Ernestine Frederikke Sophie (1760-1776)

∞ 1776 Hertug Frans Frederik Anton af Sachsen-Coburg (1750–1806)
- Christiane Sophie Karoline (1761-1790)

∞ 1778 Prins Eugen af Sachsen-Hildburghausen (1730–1795)
- Frederik af Sachsen-Altenburg (1763-1834), hertug af Sachsen-Hildburghausen; fra 1826 af Sachsen-Altenburg

∞ 1785 Prinsesse Charlotte Georgine Louise af Mecklenburg-Strelitz (1769–1818)